# Мохади, Кембо
Кембо Дугиш Кэмпбелл Мохади (англ. Kembo Dugish Campbell Mohadi; родился 15 ноября 1949 года) — один из двух вице-президентов Зимбабве с 28 декабря 2017 года. Он некоторое время занимал пост министра обороны, безопасности и ветеранов войны в 2017 году. Ранее он был государственным министром национальной безопасности в канцелярии президента с 2015 по 2017 год и министром внутренних дел с 2002 по 2015 год.

## Политическая карьера
Ранее занимавший должность заместителя министра местного самоуправления, он был назначен министром внутренних дел в августе 2002 года.
На парламентских выборах в марте 2008 года ZANU-PF выдвинула кандидатуру Мохади в качестве кандидата на место в Палате собрания от округа Бейтбридж Восток в Южном Матабелеленде. Согласно официальным результатам, он выиграл место с большим отрывом, получив 4741 голос против 2194 за фракцию Муранва Сипума из Движения за демократические перемены (MDC) во главе с Морганом Цвангираи и 1101 голос за Нкуба Лавмора из фракции MDC во главе с Артуром Мутамбара.
После приведения к присяге правительства единства Моргана Цвангираи в феврале 2009 года Мохади занял пост министра внутренних дел с Джайлсом Муцеквой из MDC-T, как это было предусмотрено арбитражем САДК в конце 2008 года. После того, как Мугабе переизбрался в июле 2013 года, Мохади был вновь назначен министром внутренних дел 10 сентября 2013 года.
Президент Роберт Мугабе перевёл Мохади на пост министра национальной безопасности 6 июля 2015 года. 30 ноября 2017 года он был назначен министром обороны, безопасности и ветеранов войны преемником Мугабе Эммерсоном Мнангагва .
Он был назначен вице-президентом политической партии ЗАНУ-ПФ 23 декабря 2017 года, а 28 декабря 2017 года был приведен к присяге вторым вице-президентом Зимбабве. Исполняющий обязанности главного секретаря президента и кабинета министров Джастин Мупамханга на следующий день выступил с заявлением о том, что Мохади был назначен ответственным по вопросам национального мира и примирения.
1 марта 2021 года ушёл с поста вице-президента из-за сексуального скандала.

### Покушение
23 июня 2018 года произошёл взрыв во время предвыборного митинга в Булавайо. Его сразу же госпитализировали по итогам случившегося, что, по словам Зимбабвийской радиовещательной корпорации, было попыткой убийства.